# Helionides defecta
Helionides defecta är en insektsart som först beskrevs av Irena Dworakowska 1981.  Helionides defecta ingår i släktet Helionides och familjen dvärgstritar.
Artens utbredningsområde är Nigeria. Inga underarter finns listade i Catalogue of Life.